# Bahnhofstraße (Bad Reichenhall)
Die Bahnhofstraße ist eine Straße in der oberbayerischen Kurstadt Bad Reichenhall.

## Beschreibung

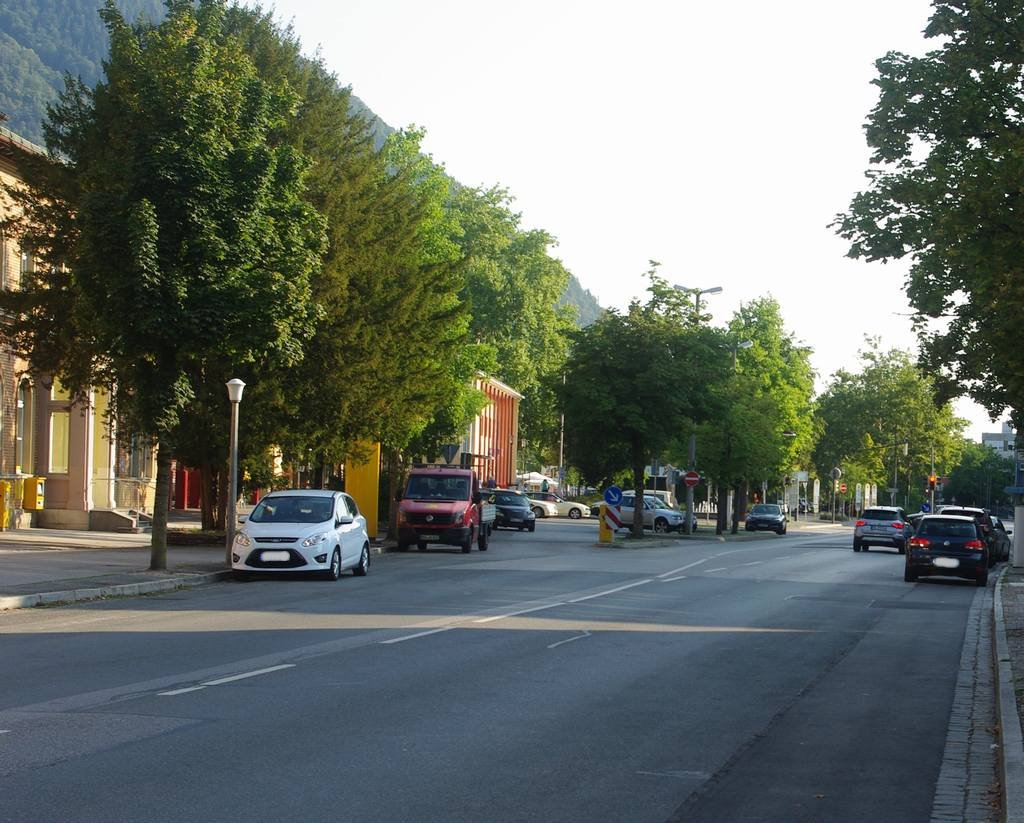
Bahnhofstraße kurz vor dem Bahnhofplatz, Blickrichtung Norden

Die Bahnhofstraße ist eine Innerortsstraße in Bad Reichenhall. Sie beginnt am Kaiserplatz an der Einmündung Poststraße/Adolf-Bühler-Weg, verläuft entlang des Dr.-Ortenau-Parks und des Kurgartens in überwiegend nördlicher Richtung und endet kurz vor dem Bahnhofplatz. Der Straßenzug der Bahnhofstraße verläuft von dieser Stelle auf der Münchner Allee weiter stadtauswärts.
Der Abschnitt im Bereich des Ortenauparks zwischen Kur-/Luitpoldstraße und der Liebigstraße darf als Einbahnstraße nur in südlicher Richtung befahren werden. Das Teilstück zwischen Kur-/Luitpoldstraße und der Abzweigung zur Wittelsbacherstraße entlang des Kurgartens ist eine Fußgängerzone. Ab der Wittelsbacherstraße bis zur Einmündung der Rinckstraße verfügt die östliche Straßenseite zusätzlich über einen Fahrradweg.

## Geschichte
Ab den 1850er Jahren entwickelte sich Bad Reichenhall, das vor 1890 noch nicht den Zusatz „Bad“ im Namen trug, auf Betreiben des Apothekenbesitzers und Bürgermeisters Mathias Mack und dem Besitzer des Axelmannstein Ernst Rinck zu einem beliebten Kur- und Badeort. Um die Anreise der Gäste zu erleichtern und um das in der Alten Saline aus Sole produzierte Salz besser abtransportieren zu können, wurde 1866 die Bahnstrecke Freilassing–Bad Reichenhall eröffnet. Der Bahnhof Bad Reichenhall befand sich zu dieser Zeit in der damals noch eigenständigen Gemeinde St. Zeno. Zeitgleich mit dem Bau des Bahnhofes wurde auch die heutige Bahnhofstraße angelegt, welche die Stadt mit dem Bahnhof verband.

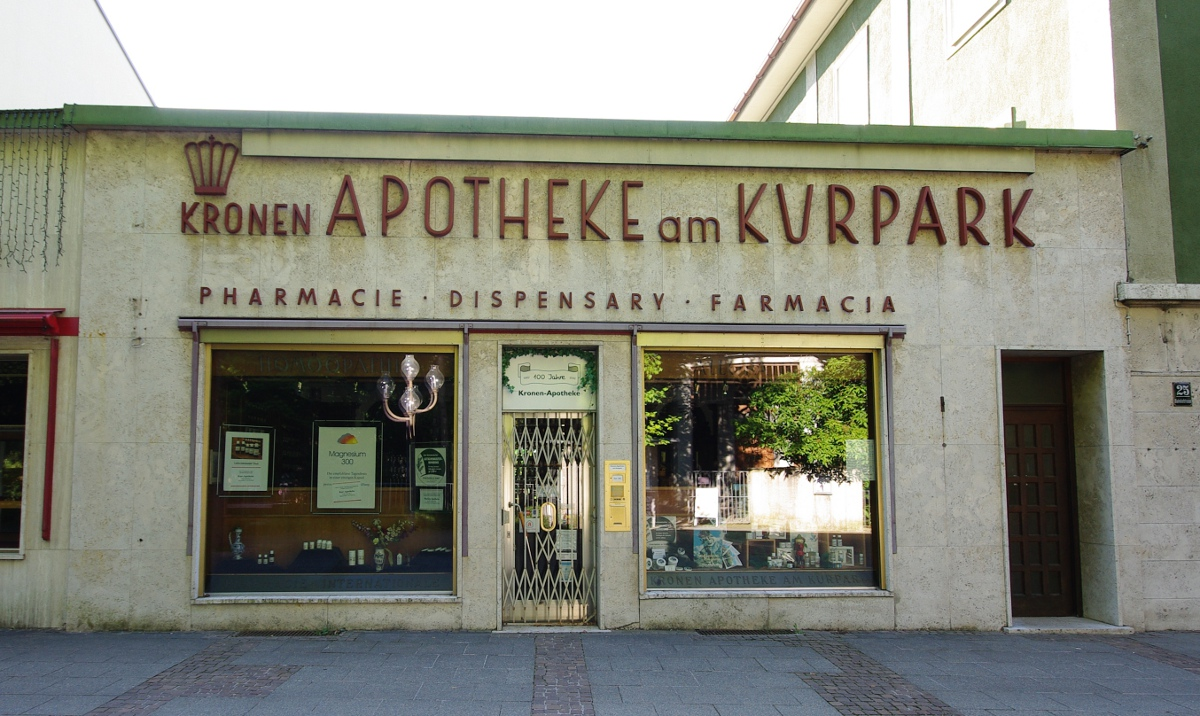
Kronen-Apotheke am Kurpark

1868 legte der Münchner Hofgarteninspektor Carl von Effner den Kurgarten an, der sich auch heute noch zwischen Bahnhof-, Kur- und Salzburger Straße befindet. Zwischen 1877 und 1881 wurde die evangelische Stadtkirche an der Ecke Kurstraße/Bahnhofstraße als erste evangelisch-lutherische Kirche in Reichenhall erbaut. 1896 wurde der Bismarckbrunnen in der Bahnhofstraße feierlich enthüllt. Im gleichen Jahr nahm die Kuranstalt Thalfried den Betrieb auf (Bahnhofstraße 21, stillgelegt 1925, bis 1999 Café Dreher, danach abgerissen). Schräg gegenüber der evangelischen Stadtkirche entstand von 1899 bis 1900 nach Plänen von Max Littmann das Königliche Kurhaus. 1901 eröffnete die Kronen-Apotheke als zweite Apotheke in Bad Reichenhall. Sie befindet sich direkt am Ausgang des Kurgartens in der Bahnhofstraße. Die originale Ladeneinrichtung der Kronen-Apotheke aus der Gründungszeit steht heute unter Denkmalschutz. Auch um die Jahrhundertwende entstand an der Bahnhofstraße – direkt gegenüber dem Kurhaus – das „Café Flora“.
Während der NS-Zeit (ca. 1938–1945) wurde die obere Bahnhofstraße in Franz-von-Epp-Straße (nach Franz Ritter von Epp) umbenannt. Beim Luftangriff auf Bad Reichenhall am 25. April 1945, der den Bahnhof Bad Reichenhall und den Kirchberger Bahnhof zum Ziel hatte, erlitt auch die Bahnhofstraße zum Teil schwere Schäden. Der Bahnhof, der sich am Bahnhofplatz befindet, wurde fast völlig zerstört. Dies betraf auch Betriebsgebäude, Gleisanlagen und einen leeren Lazarettzug mit 20 Wagen. Als schwer beschädigt galten in der Bahnhofstraße die Häuser 18, 20, 22 und 33. Mittlere Schäden erlitt Haus Nr. 31. Leicht beschädigt wurden die Häuser Bahnhofstraße 14, 16, 23, 24, 27 und 35 (Postamt). Insbesondere im Bereich des Bahnhofes starben fünf Personen beim Luftangriff, unter ihnen ein namentlich unbekannter Oberleutnant der Luftwaffe.
Im Frühjahr 1949 genehmigte der Stadtrat die Eröffnung des ersten Kasinos, das sich ab August 1949 in Nebenräumen des Café Flora befand.
Zwischen 1953 und 1955 wurde das neue Bahnhofsgebäude errichtet.
Ab 1974 wurde die Ludwigstraße und ein Teil der Salzburger Straße in eine Fußgängerzone umgewidmet. Gleichzeitig wurde die Hauptverkehrsachse durch die Stadt auf die neu gebaute Münchner Allee sowie auf Bahnhof-, Wittelsbacher-, Innsbrucker, Anton-Winkler- und Berchtesgadener Straße verlegt. Das Teilstück der Bahnhofstraße entlang des Kurgartens ist seit damals auch Fußgängerzone.

## Nahverkehr
Die Bahnhofstraße wird zwar von vielen Stadt- und Fernbuslinien durchfahren, hat jedoch keine eigene Haltestelle. Nächstgelegene Haltestellen befinden sich in der Wittelsbacherstraße, am Bahnhofplatz und in der Münchner Allee.

## Baudenkmäler

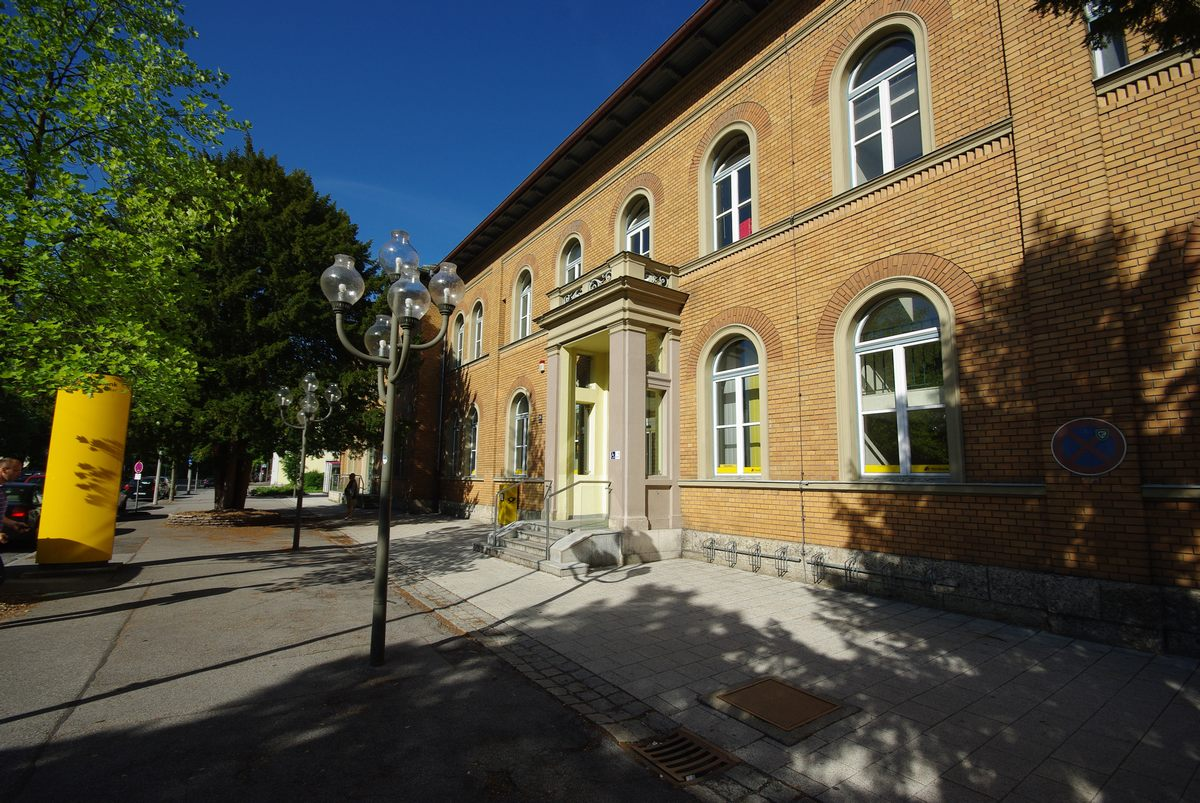
Postamt in der Bahnhofstraße

In Bad Reichenhall befinden sich drei Baudenkmäler, die direkt der Bahnhofstraße zugeordnet werden können. Es handelt sich dabei um das Postamt von 1880, Bismarckbrunnen von 1896 und die Kronen-Apotheke von 1901.
Weitere Baudenkmäler, die direkt an der Bahnhofstraße liegen sind der Kurgarten, das Königliche Kurhaus und die evangelische Stadtkirche, die sich alle in der Kurstraße befinden.
In unmittelbarer Nähe der Bahnhofstraße befinden sich zudem die Bauensembles Kurviertel und Poststraße.